# Je n'suis pas bien portant
Je n'suis pas bien portant est une chanson de Gaston Ouvrard composée par Vincent Scotto avec des paroles d'Ouvrard et de Géo Koger. Il s'agit du plus grand succès d'Ouvrard, créé sur scène en 1932 et enregistré sur disque en 1934. La chanson a été reprise par de nombreux artistes dont notamment les Garçons Bouchers, Jean Yanne, Jeanne Cherhal et Marcel Amont, et parodiée par Thierry Le Luron sous le titre Le Ministère patraque en 1971. En 1997, elle est l'une des chansons qui apparaît dans le film On connaît la chanson d'Alain Resnais, où Jean-Pierre Bacri est au playback.
Elle est parfois connue comme « J'ai la rate qui s'dilate », le début du célèbre refrain.
Avec son débit très rapide, elle était connue comme l'une des premières chansons que le public ne pouvait pas chanter lui-même.